# Червоный Яр (Криничанский район)
Червоный Яр (укр. Червоний Яр) — село, Криничанский поселковый совет, Криничанский район, Днепропетровская область, Украина.
Код КОАТУУ — 1222055106. Население по переписи 2001 года составляло 636 человек .

## Географическое положение
Село Червоный Яр находится на правом берегу реки Мокрая Сура, выше по течению примыкает село Ильинка, на противоположном берегу и ниже по течению примыкает пгт Кринички, Вдоль русла реки сделано несколько прудов.
Рядом проходит автомобильная дорога Т-0422.

## Экономика
- «Юником-Агро», ООО.
- «За мир», сельхозпредприятие.
- Крининский кирпичный завод.